# 陳俊傑 (演員)
陳俊傑（1969年5月28日—），藝名歐弟。生於中華民國台灣省臺北縣三重市（今新北市三重區）。小學二年級曾出演《汪洋中的一條船》，飾演童年的鄭豐喜而成名，獲第15届金馬獎演技優良特別獎。1979年出演《小城故事》，獲第16屆金馬獎最佳童星獎。

## 演出作品
- 《汪洋中的一條船》（1977）
- 《小城故事》（1979）
- 《西風的故鄉》（1979）
- 《十九新娘七歲郎》（1980）
- 《Z字特攻隊》（1980）金鰲勳導演
- 《魔輪》（1983）

## 外部連結
- 陳俊傑在互联网电影资料库（IMDb）上的資料（英文）（英文）
- 陳俊傑在香港影庫上的簡介
- 陳俊傑在豆瓣上的资料（简体中文）
- 陳俊傑在时光网上的簡介（简体中文）